# Ateleute capitalis
Ateleute capitalis là một loài tò vò trong họ Ichneumonidae.